# Capsaspora
Capsaspora owczarzaki és una espècie d'eucariota unicel·lular que viu com a simbiont en l'hemolimfa del cargol d'aigua dolça tropical Biomphalaria glabrata.
Algunes característiques determinants d'aquesta espècie són la capacitat de desenvolupar-se a l'interior de l'hemolimfa del cargol, ingerir larves trematodes i reproduir-se asexualment per fissió binària. A més a més, C. owczarzaki és l'hoste intermediari de l'espècie Schistosoma, un platihelmint que és l'agent causant de l'esquistosomosi. Les cèl·lules de C. owczarzaki es descriuen com amebes de 3 a 5 μm amb nucli de ⅓ - ½ de la cèl·lula.
C. owczarzaki junt amb Ministeria vibrans és un membre del clade Filasterea. Aquest grup és probablement grup germana del clade dels Metazoa i Choanoflagellata, el qual junts formen els Filozoa (Vegeu Fig. 1).

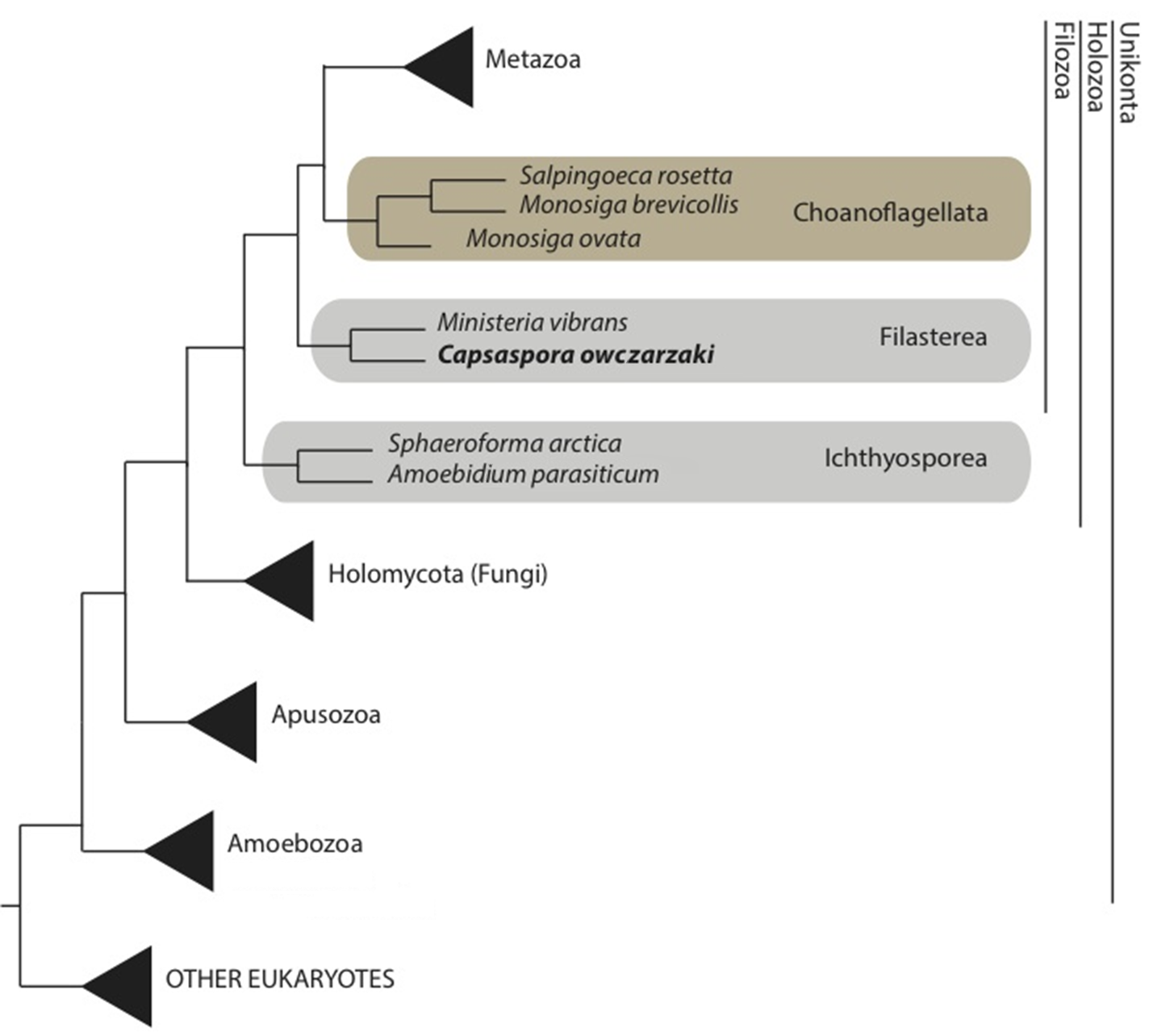
Figura 1: arbre filogenètic de Capsaspora

C. owczarzaki és d'interès científic perquè és un dels organismes unicel·lulars més propers als animals pluricel·lulars. El seu genoma s'ha seqüenciat.